# Nordlig lövmätare
Nordlig lövmätare (Scopula frigidaria) är en fjärilsart som beskrevs av Heinrich Benno Möschler 1860. Nordlig lövmätare ingår i släktet Scopula och familjen mätare, Geometridae. Enligt den finländska rödlistan är arten nära hotad i Finland. Arten är ännu inte påträffad i Sverige. Artens livsmiljö är moskogar. En underart finns listad i Catalogue of Life, Scopula frigidaria schoyeni Sparre-Schneider, 1883.